# Буданов Юрій Дмитрович
Юрій Дмитрович Буданов (нар. 24 листопада 1963, Харцизьк, Донецька область, Українська РСР, СРСР — пом. 10 червня 2011, Москва, Росія) — російський військовик, який у 2003 році за викрадення і вбивство 18-річної чеченської дівчини Ельзи Кунгаєвої та за перевищення посадових повноважень був засуджений до 10 років позбавлення волі, а також позбавлений ордена Мужності та звання полковника. Процес над Будановим мав великий суспільний резонанс, в ході нього було вбито адвоката Станіслава Маркелова, який представляв інтереси сім'ї Ельзи Кунгаєвої . У січні 2009 року Буданова було звільнено умовно-достроково. 10 червня 2011 року був убитий у Москві чеченцем Юсупом Темірхановим. Командував військами з грудня 1999 до липня 2001 року.

## Біографія
Народився 24 листопада 1963 року в м. Харцизьк Донецької області Української РСР. У серпні 1998 році призначений командиром 160-го гвардійського танкового полку, в січні 2000 року Буданов був нагороджений орденом Мужності, тоді ж офіцеру достроково присвоєно звання полковника. У жовтні і листопаді 1999 року Буданов двічі був контужений під час розриву снаряда та при обстрілі танка з гранатомета.
31 грудня 1999 року Буданов, незважаючи на пряму заборону начальства, відправив кілька танків на допомогу двом ротам 84-го окремого розвідувального батальйону, які потрапили в засідку бойовиків біля села Дуба-Юрт. Розвідників було врятовано. Буданову, за його словами, за це оголосили службову невідповідність .
Кандидат у майстри спорту з самбо. Був одружений, батько двох дітей.

## Справа Буданова
Заарештований 27 березня 2000 року за звинуваченням у викраденні, зґвалтуванні та вбивстві 18-річної Ельзи Кунгаєвої.
25 липня 2003 року вироком Північно-Кавказького окружного військового суду Юрія Буданова було засуджено за пунктом «в» частини 2 статті 105 КК РФ («Убивство») до 9 років позбавлення волі, за частиною 1 статті 126 КК РФ («Викрадання людини») до 6 років позбавлення волі, за пунктами «а, в» частини 3 статті 286 КК РФ («Перевищення посадових повноважень») до 5 років позбавлення волі з позбавленням права обіймати посади, пов'язані з організаційно-розпорядчими функціями у державних органах строком на 3 роки. Остаточне покарання за сукупністю вчинених злочинів шляхом часткового дублювання покарань було визначено у вигляді позбавлення волі строком на 10 років з відбуванням покарання у виправній колонії суворого режиму та з позбавленням права обіймати посади, пов'язані з організаційно-розпорядчими функціями у державних органах строком на 3 роки. Відповідно до статті 48 КК РФ Юрій Буданов був позбавлений державної нагороди — ордена Мужності та військового звання «полковник».
Юрій Буданов відбував покарання в 11-му загоні виправної установи ЮІ 78/3 у місті Димитровграді Ульяновської області Росії.
У травні 2004 року Юрій Буданов подав прохання про помилування. 15 вересня 2004 року комісія з помилування задовольнила його клопотання. Губернатор Ульяновської області Володимир Шаманов підписав клопотання про помилування. Рішення комісії викликало протести низки політиків, правозахисників та журналістів. 21 вересня 2004 року у Грозному пройшов мітинг, на якому було висловлено протест проти помилування. Рамзан Кадиров заявив: «Якщо це помилування Буданова відбудеться, ми знайдемо можливість віддати йому належне». 21 вересня 2004 року Буданов відкликав своє прохання про помилування.
У листопаді 2006 року Буданов подав до суду Ульяновської області клопотання про умовно-дострокове звільнення, але йому було відмовлено. 24 грудня 2008 року суд задовольнив прохання Юрія Буданова про УДЗ. 15 січня 2009 року Буданов вийшов на волю.

## Після звільнення
Після звільнення Буданов влаштувався працювати керівником легкового автопарку ДУП «ЕВАЖД» (з експлуатації висотних адміністративних і житлових будинків). Буданов оселився в будинку Управління справами Президента РФ. Ця квартира була раніше надана його сім'ї за сприяння генерала Володимира Шаманова.

### Погрози Рамзана Кадирова
Ряд ЗМІ звернули увагу на інтерв'ю глави Чеченської республіки Рамзана Кадирова агентству Regnum, в якому він після умовно-дострокового звільнення Буданова дав йому таку характеристику: «Буданов — шизофренік і вбивця, визнаний ворог чеченського народу. Він образив наш народ. Кожен чоловік, жінка та дитина вважає, що, поки Буданов існує, ганьба не знята з нас».
На думку оглядача газети «Московський комсомолець» Вадима Речкалова, Рамзан Кадиров не організовував подальше вбивство Буданова і не підбурював до нього, «але він своїми публічними заявами видав політичну індульгенцію на вбивство полковника» «Известия» і портал «Lenta.ru» відзначають, що Рамзан Кадиров різко негативно сприйняв пропозицію помилувати полковника в 2004 році: «Ми знайдемо можливість віддати Буданову належне».

## Вбивство
Вдень 10 червня 2011 року Юрія Дмитровича Буданова було застрелено біля нотаріальної контори в будинку № 38/16 на Комсомольському проспекті в Москві, де Буданови хотіли оформити згоду на виїзд своєї неповнолітньої доньки Катерини за кордон. Злочинець зробив шість пострілів — чотири кулі влучили Буданову в голову. Вбивця та його спільник зникли на машині «Mitsubishi Lancer» сріблястого кольору, яку через чверть години після початку слідчо-оперативних дій знайшли напівспаленою на вулиці Доватора, за кілька кварталів від місця злочину. В опублікованому записі камери відеоспостереження, на якому зафіксовано останні хвилини життя Буданова, можна побачити самого вбивцю, але він жодного разу не повертався до камери обличчям. Сам розстріл колишнього полковника камера не зафіксувала, бо вбивця спеціально обрав для цього так звану сліпу зону. Помилковим слідом виявилася і залишена вбивцями машина. За її номерами слідчі швидко знайшли її власника і приїхали до нього додому, де на стоянці, на превеликий подив для себе, знайшли такий самий «Міцубісі». У машин збігалися всі характеристики та навіть реєстраційний номер. Швидше за все, спалений «Міцубісі» теж колись викрали, а потім злочинці на базі ДІБДР підібрали ідентичну машину, щоб навести правоохоронців на хибний слід та виграти час. Цікаво й те, як стріляв убивця. Він використав особливий прийом — стрілянину спареними пострілами або «двійками». Іншими словами, дуже швидко натискав на спусковий гачок двічі, щоб кулі входили в тіло жертви одна за одною. Вбили Буданова з переробленого під бойовий газового пістолета. Таку зброю набагато складніше ідентифікувати. Втім, багато фахівців у цій версії сумніваються, і вона неодноразово критикувалася за неспроможність.
Влада серйозно побоювалася, що вбивство колишнього полковника може викликати заворушення на міжнаціональному ґрунті, подібні до тих, що відбувалися в Москві в грудні 2010 року, тому спочатку навіть поширили інформацію, що водієм машини зі злочинцями було «особа слов'янської зовнішності». Утім побоювання згодом не підтвердилися.
23 липня на сайті Кавказ-Центр з'явилося повідомлення, в якому відповідальність за вбивство Буданова взяла на себе диверсійно-тактична група Ріядус Саліхін, а Доку Умаров заявив про причетність чеченських бойовиків до вбивства. Однак у пізніших повідомленнях зазначено, що в опублікованому наступного дня після вбивства відеозапису лідер формувань каже, що «Аллах зі своєї волі зробив велике свято, покарав Буданова» без вказівок на чиюсь причетність.

### Похорон

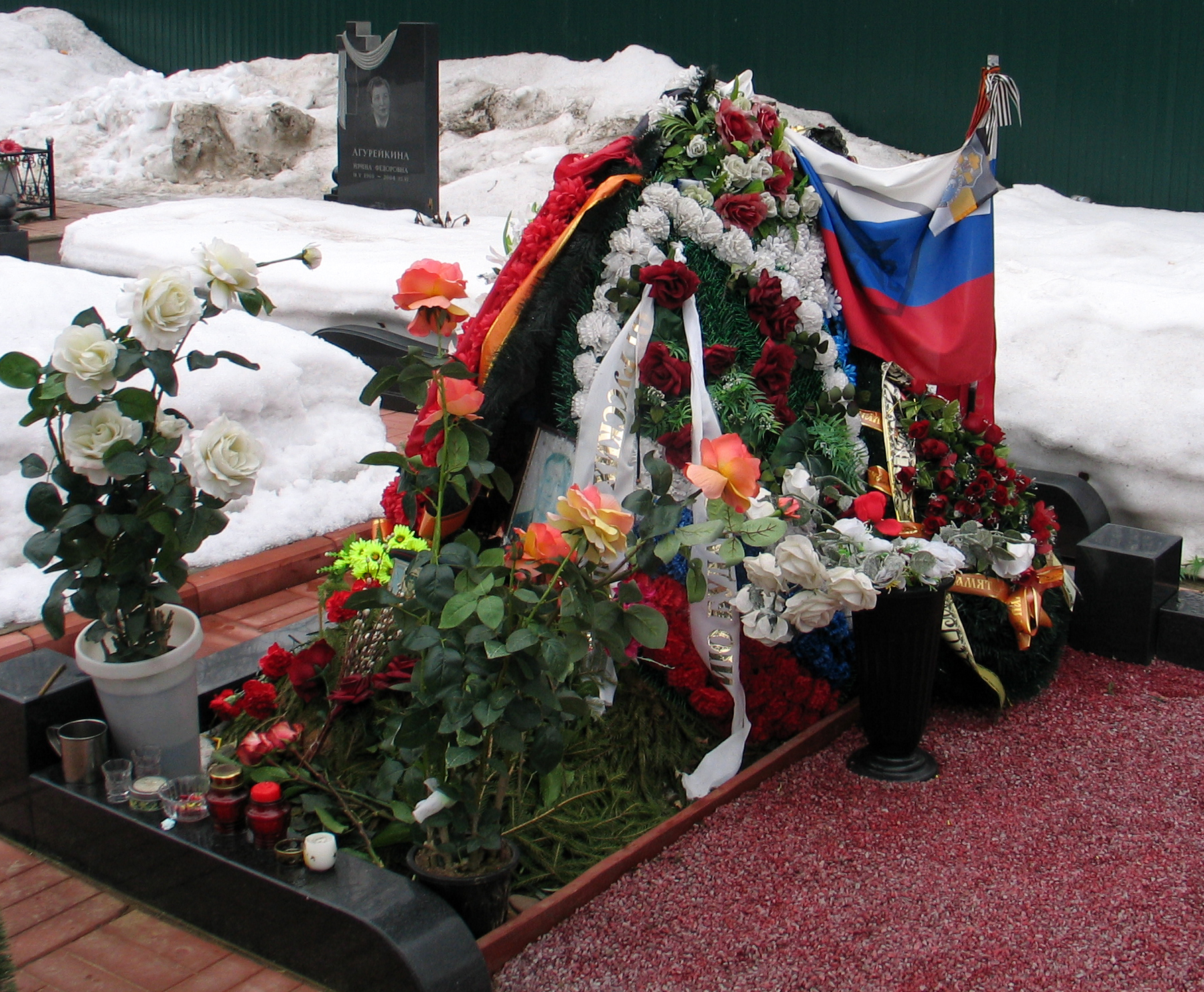
Могила Юрія Буданова, весна 2012

Відспівування колишнього полковника Збройних Сил Росії Юрія Буданова пройшло в церкві Святих Безсрібників та Чудотворців Косми та Даміана в Хімках. Закриту труну з тілом Буданова винесли з церкви і на руках пронесли навколо неї, потім помістили в катафалк. Похорон відбувся на центральному цвинтарі Хімок. Попрощатися із загиблим прийшли понад тисячу людей, зокрема депутати Держдуми, представники національно-патріотичних організацій, ветерани бойових дій. Незважаючи на те, що за вироком суду Буданова позбавили звання та нагород, поховали його з військовими почестями. Коли труну опускали в землю, солдати почесної варти з автоматів дали три залпи траурного салюту.
Юрій Буданов похований на Новолужинському цвинтарі міста Хімки, неподалік меморіалу радянським льотчикам, які загинули під час німецько-радянської війни.

### Розслідування
У Слідчому комітеті Російської Федерації від самого початку не виключали версію про кровну помсту, яку могли здійснити вихідці з Північного Кавказу.
30 серпня 2011 року за підозрою у вбивстві Буданова був заарештований ісламський релігійний діяч Магомед Сулейманов, який згодом виявився уродженцем Чечні Юсупом Темірхановим .
6 липня 2012 року Головне слідче управління СКР по Москві пред'явило Темирханову остаточне звинувачення за п. «л» ч. 2 статті 105 КК РФ. Згідно з цим документом, обвинувачений убив колишнього полковника російської армії «за мотивами політичної, ідеологічної, расової, національної чи релігійної ненависті чи ворожнечі або за мотивами ненависті чи ворожнечі щодо будь-якої соціальної групи». Крім того, йому інкримінували незаконний обіг зброї (ст. 222 КК РФ).
29 квітня 2013 року колегія присяжних Мосміськсуду визнала Юсупова Темірханова винним у вбивстві Буданова. При цьому присяжні засідателі виключили з вердикту мотив «ненависті до групи військовослужбовців», яким за версією слідства керувався Темірханов.
7 травня 2013 року вироком Московського міського суду Темирханова засуджено за ч. 1 ст. ст. 105 КК РФ та ч. 1 ст. 222 КК РФ до 15 років позбавлення волі за вбивство Буданова та зберігання, носіння вогнепальної зброї, з якої було вбито Буданова.
Надалі було порушено кримінальну справу про перешкоджання правосуддю в рамках розгляду справи про вбивство Буданова. Було встановлено, що присяжний засідателі Віталій Пронін, вступивши у злочинну змову з адвокатом Мусаєвим, спільно з присяжними Фаломєєвою та Ломоносовою перешкодили здійсненню правосуддя, схиляючи інших присяжних засідателів до прийняття виправдувального рішення при винесенні вердикту. Справа щодо Мусаєва ч. 1 ст. 294 УК РФ (втручання в будь-якій формі в діяльність суду з метою перешкоджання здійсненню правосуддя) було припинено 18 лютого 2015 року у зв'язку із закінченням терміну давності злочину, Діана Ломоносова була амністована 24 квітня 2015 року у зв'язку з 70-річчям, Віталій Пронін — 5 травня.
Юсуп Темірханов, засуджений за вбивство Буданова, помер у колонії 3 серпня 2018 року.

## Нагороди
- Орден Мужності (нагороджений 1999 року, позбавлений нагороди 2003 року). Про нього Юрій Буданов сказав телеканалу НТВ у 2011 році:

Командир полку отримує свої нагороди, завдяки своїм підлеглим, за їхню кров, за їхній піт, за сльози їхніх матерів, тому найдорожча нагорода, яку позбавили…вони не мене покарали, вони тих живих і мертвих покарали коли забрали орден Мужності…це вони мені його вручили, мої підлеглі… живі, поранені, загиблі…
— 

## Пам'ять
Юрію Буданову присвячені такі вірші та пісні:
- «За присягу» Леоніда Єфремова .
- «Діти Вітчизни» Олександра Хамера.
- «Про нього кажуть: справжній був воїн…» Петра Кузнєцова[33].
- «Полковник Курткін», вірш Олексія Широпаєва[34].
- «Російському герою» Олександра Харчикова.
- «Убивча тема», вірш Дмитра Бикова з проекту «Громадянин поет»[35].
- «Командир» («Цю пісню я співаю, Юрій Дмитрич про тебе…»), пісня Сергія Тимошенко[36].
- «Полковник Буданов» пісня гурту «SSD».
- Згадується в пісні «Вулиця» праворадикального гурту «PS7.62»
- Пісня «Буданов» російської фолк-групи «Gjeldrune».

24 листопада 2011 року, у день народження Юрія Буданова, у дворі будинку 38/16 на Комсомольському проспекті, де було застрелено колишнього полковника російської армії, було встановлено меморіальну дошку. На чорному камені висічено слова: "10 червня 2011 року тут був зрадницьки вбитий гвардії полковник Юрій Буданов, який віддав: життя — Батьківщині, честь — нікому. Меморіальний камінь встановлений за рахунок коштів тих, хто вшановує і пам'ятає ". У 2017 році жінка у хіджабі кинула у пам'ятник пляшку із запалювальною сумішшю, намагаючись спалити його.
Образ Юрія Буданова неодноразово використовувався політиками російського націоналістичного штибу та іншими опозиційними організаціями Росії. Зокрема, графіті із зображенням Юрія Буданова з'явилося у Санкт-Петербурзі на знак протесту проти перейменування мосту через Дудергофський канал на Міст імені Ахмата Кадирова. Граффіті викликало широку реакцію в суспільстві і зазнало вандалізму.